# Xã Edwards, Quận Kandiyohi, Minnesota
Xã Edwards (tiếng Anh: Edwards Township) là một xã thuộc quận Kandiyohi, tiểu bang Minnesota, Hoa Kỳ. Năm 2010, dân số của xã này là 242 người.